# Aldeamentos missionários
Os aldeamentos missionários, também conhecidos como aldeamentos indígenas, ou simplesmente aldeamentos, foram núcleos populacionais criados nas Américas portuguesa e espanhola por missionários religiosos, que contavam com o apoio das autoridades coloniais, tanto europeias quanto locais, que visavam reunir as populações indígenas em povoações estáveis que facilitassem a catequese dessa população, além da assimilação cultural dos valores dos colonizadores ibéricos, especialmente dos costumes, tradições, religião e idioma. Esses missionários eram especiamente Jesuítas, através da Companhia de Jesus, Franciscanos e Capuchinhos.

## Aldeamentos indígenas no Brasil
| Aldeamento                                      | Capitanias     | Missão      | Etnias            | Fundação | Extinção |
| ----------------------------------------------- | -------------- | ----------- | ----------------- | -------- | -------- |
| Aldeia de Nossa Senhora da Assunção de Macamamu | Ilhéus e Bahia | Jesuítica   | Cariri            | 1561     |          |
| Aldeia de São Miguel de Taperoguá               | Bahia          |             | Tupinambá         | 1561     | 1683     |
| Aldeia de São Lourenço                          | Rio de Janeiro | Jesuítica   | Temiminós         | 1568     |          |
| Aldeia de São Barnabé                           | Rio de Janeiro | Jesuítica   | Tupinambá         | 1579     | 1772     |
| Aldeia de São Pedro do Cabo Frio                | Rio de Janeiro | Jesuítica   | Tamoios           | 1617     |          |
| Aldeia de São Francisco Xavier de Itaguaí       | Rio de Janeiro | Jesuítica   |                   | 1628     |          |
| Aldeia de São Miguel de Sirinhaém               | Ilhéus e Bahia |             | Tupinambá Paiaiás | 1683     |          |
| Aldeia da Santíssima Trindade de Massacará      | Bahia          | Franciscana | Cariris Cimbres   | 1689     |          |
| Aldeia de Nossa Senhora das Neves do Sahy       | Bahia          | Franciscana | Cariris Cimbres   | 1697     | 1863     |
| Aldeia de Nossa Senhora das Grotas do Juazeiro  | Bahia          | Franciscana | Tamaqueú          | 1706     | 1846     |
| Aldeia de Tapócorá                              | Rio de Janeiro |             | Tamoios           |          |          |